# البنك العربي الوطني
البنك العربي الوطني بالإنجليزية Arab National Bank أو اختصار ANB هو شركة مساهمة سعودية، وهو ضمن الشركات المدرجة في السوق المالية السعودية (تداول)، تأسس عام 1979، ويعمل البنك من خلال (279) فرع منتشر في المملكة العربية السعودية، ولدى البنك فرع دولي في العاصمة البريطانية لندن افتتح في العام 1991.
يقدم البنك جميع الخدمات المصرفية التجارية والإسلامية للأفراد والشركات عبر فروعه، إلى جانب خدمات المشورة المالية والاستثمار وإدارة الثروات والصناديق المشتركة والوساطة والتداول والمتاجرة المحلية والعالمية بالأوراق المالية والعملات الأجنبية وخدمات الخزينة والاستثمار، ويبلغ رأس مال البنك ستة مليارت ونصف المليار ريال سعودي.

## التاريخ
تأسس البنك العربي الوطني (شركة مساهمة سعودية، البنك) بموجب المرسوم الملكي رقم م/38 بتاريخ 18 رجب 1399 هـ (الموافق 13 يونيو 1979 م). وقد بدأ البنك أعماله بتاريخ 2 فبراير 1980 م بعد أن انتقلت إليه عمليات البنك العــــربي المحدود في المملكة العربية السعودية. يعمل البـــنك بموجب السجـل التجاري رقم 1010027912 بـــتاريــخ 1 ربيع الأول 1400هـ (الموافق 19 يناير 1980م) من خلال شبكة فروعه وعددها 140 فرعاً (2017: 142 فرعاً) في المملكة العربية السعودية وفرعاً واحداً في المملكة المتحدة. عنوان المركز الرئيسي للبنك هو: البنك العربي الوطني ص ب 56921 الرياض 11564 المملكة العربية السعودية.

## نشاط الشركة
يقدم البنك العربي الوطني خدمات مصرفية ومالية متكاملة لعملائه من الأفراد والشركات بما في ذلك منتجات متوافقة مع الشريعة الإسلامية، بينما تقدم الشركة المملوكة بالكامل له شركة العربي الوطني للاستثمار خدمات تمويل الشركات وخدمات إدارة الأصول والثروات وخدمات الوساطة. تتمثل الأنشطة الرئيسية للبنك بالخدمات المصرفية للأفراد والخدمات الخاصة والخدمات المصرفية للشركات والخدمات المصرفية التجارية وخدمات الخزينة وتمويل المشاريع والتمويل المهيكل

## الشركات التابعة
| اسم الشركة التابعة                                 | نسبة الملكية | النشاط الرئيسي | مكان العمليات            | مكان التأسيس             |
| -------------------------------------------------- | ------------ | --- | ------------------------ | ------------------------ |
| شركة العربي الوطني للاستثمار                       | 100.00%      | تقوم الشركة بتولي وإدارة الخدمات الاستثمارية وانشطة إدارة الاصول التابعة للبنك والتي تشمل التعامل والإدارة والترتيب والمشورة وحفظ الاوراق المالية حسب انظمة هيئة السوق المالية . | المملكة العربية السعودية | المملكة العربية السعودية |
| شركة العربي لتأجير المعدات الثقيلة                 | 87.50%       | تعمل الشركة في مجال تأجير المعدات الثقيلة وتمارس اعمالها وفقا لاحكام الشريعة الاسلامية .                                                                                         | المملكة العربية السعودية | المملكة العربية السعودية |
| شركة وكالة العربي للتأمين                          | 100.00%      | ممارسة اعمال الوكالة في التأمين والاعمال ذات العلاقة. | المملكة العربية السعودية | المملكة العربية السعودية |
| شركة المنزل المبارك للاستثمارات العقارية المحدودة  | 100.00%      | تعمل الشركة في مجال شراء الاراضي والعقارات واستثمارها بالبيع والتأجير لصالح الشركة ومسك إدارة الاصول العائدة للملاك وللغير على سبيل الضمانات وبيع وشراء العقارات لاغراض التمويل  | المملكة العربية السعودية | المملكة العربية السعودية |
| شركة البنك العربي الوطني للاسواق العالمية المحدودة | 100.00%      | تختص الشركة بالقيام بعمليات المتاجرة بالمشتقات المالية بالاضافة إلى عمليات اعادة الشراء نيابة عن البنك.                                                                          | جزر الكايمان             | جزر الكايمان             |

## البيانات
| تاريخ التأسيس | تاريخ الادراج | الرمز الدولي | نهاية السنة المالية | مراجعي الحسابات                                 |
| ------------- | ------------- | ------------ | ------------------- | ----------------------------------------------- |
| 13-06-1979    | 01-12-1979    | SA0007879105 | 31/12               | ارنست ويونغ وشركاهم، كي بي ام جي الفوزان وشركاه |

## ملف الأسهم
| رأس المال المصرح به (ريال سعودي) | عدد الأسهم المصدرة | رأس المال المدفوع (ريال سعودي) | القيمة الاسمية للسهم | القيمة المدفوعة للسهم |
| -------------------------------- | ------------------ | ------------------------------ | -------------------- | --------------------- |
| 15,000,000,000                   | 1,500,000,000      | 15,000,000,000                 | 10                   | 10                    |

## تغيرات في راس المال
| تاريخ اعلان التوصية | نوع الإصدار | تاريخ الاستحقاق | رأس المال الجديد | رأس المال السابق | الفرق التراكمي   | ملاحظات                 |
| ------------------- | ----------- | --------------- | ---------------- | ---------------- | ---------------- | ----------------------- |
| 2018-12-24          | منحة اسهم   | 2019-03-27      | 15,000,000,000   | 10,000,000,000   | + 13,500,000,000 |                         |
| 2013-12-19          | منحة اسهم   | 2014-03-17      | 10,000,000,000   | 8,500,000,000    | + 8,500,000,000  |                         |
| 2011-01-04          | منحة اسهم   | 2011-03-27      | 8,500,000,000    | 6,500,000,000    | + 7,000,000,000  | منح 4 أسهم لكل 13 سهما. |
| 2007-12-09          | منحة اسهم   | 2008-03-16      | 6,500,000,000    | 4,550,000,000    | + 5,000,000,000  |                         |
| 2006-12-18          | منحة اسهم   | 2007-03-18      | 4,550,000,000    | 3,250,000,000    | + 3,050,000,000  |                         |
| 2005-12-19          | منحة اسهم   | 2006-03-12      | 3,250,000,000    | 2,500,000,000    | + 1,750,000,000  |                         |
| 2004-12-19          | منحة اسهم   | 2005-03-13      | 2,500,000,000    | 2,000,000,000    | + 1,000,000,000  |                         |
| 2003-12-23          | منحة اسهم   | 2004-02-29      | 2,000,000,000    | 1,800,000,000    | + 500,000,000    |                         |
| 2001-10-22          | منحة اسهم   | 2002-03-02      | 1,800,000,000    | 1,500,000,000    | + 300,000,000    |                         |